# 알파-메틸-p-티로신
알파-메틸-p-티로신(영어: α-Methyl-p-tyrosine, AMPT)은 티로신 하이드록실라제 효소 억제제이다. 알파-메틸-p-티로신(AMPT)은 카테콜아민 생합성 경로에 관여하는 비 내인성 약물이다. AMPT는 상이한 세린 잔기 조절 도메인 부위의 인산화를 통해 효소 활성이 조절되는 티로신 하이드록실라제(Tyrosine hydroxylase)를 억제한다. 카테콜아민 생합성은 효소 티로신 하이드록실라제에 의해 하이드록실화된 식이섭취되는 티로신으로 시작한다. AMPT가 티로신 결합 부위에서 티로신과 경쟁하여 티로신 하이드록실라제를 억제하는 것으로 추정된다.
한편 이것은 크롬친화세포종(pheochromocytoma)의 치료에 사용되었다. 멜라닌 생성을 억제하는 것으로 입증되었다.

## 같이 보기
- L도파
- 리서핀
- 파킨슨병
- 투렛 증후군